# Epsilon Cygni
Gienah Cygni (ε Cyg / ε Cygni / Epsilon Cygni) è una stella gigante appartenente alla costellazione del Cigno, una delle 48 costellazioni già individuate da Tolomeo. Il suo nome proprio deriva dall'arabo جناح, janāḥ, che significa "ala", essendo Gienah Cygni posizionata sull'ala orientale del Cigno. Tuttavia anche Gamma Corvi possiede lo stesso nome proprio, indicando l'ala del Corvo. Per evitare confusioni, quindi, è uso chiamare Epsilon Cygni con il nome di Gienah Cygni e Gamma Corvi con quello di Gienah Corvi.
Gienah Cygni splende alla magnitudine apparente di 2,50, il che ne fa, nonostante Bayer le abbia assegnato la lettera ε, la terza stella più luminosa della costellazione dopo Deneb e Sadr. Essa dista dalla Terra 72 anni luce. Avendo declinazione 33°N è visibile in tutto l'emisfero boreale, ma anche in molte delle regioni popolate dell'emisfero australe.

## Osservazione
La sua posizione moderatamente boreale fa sì che questa stella sia osservabile specialmente dall'emisfero nord, in cui si mostra alta nel cielo nella fascia temperata; dall'emisfero australe la sua osservazione risulta invece più penalizzata, specialmente al di fuori della sua fascia tropicale. La sua Magnitudine apparente, pari a +2,50, le consente di essere scorta con facilità anche dalle aree urbane di moderate dimensioni.
Il periodo migliore per la sua osservazione nel cielo serale ricade nei mesi compresi fra fine giugno e novembre; nell'emisfero nord è visibile anche per tutto l'autunno, grazie alla declinazione boreale della stella, mentre nell'emisfero sud può essere osservata in particolare durante i mesi del tardo inverno australe.

## Caratteristiche fisiche
Gienah Cygni è una stella giallo-arancione di classe spettrale K0III. Dalla distanza e dalla sua magnitudine apparente si può ricavare che la sua luminosità intrinseca è 61 volte quella solare. Poiché la sua temperatura superficiale è 4.725 K, se ne deduce un raggio 12 volte quello del Sole. La teoria dell'evoluzione stellare ci dice che probabilmente ε Cygni ha una massa doppia rispetto a quella del Sole e una età che si aggira intorno al miliardo e mezzo di anni. È giunta a uno stadio avanzato della sua evoluzione: esaurito l'idrogeno del suo nucleo, sta ora verosimilmente fondendo l'elio in carbonio e ossigeno. Ha cominciato la sua esistenza come una stella di sequenza principale di classe spettrale A. È destinata a diventare una nana bianca.

Una caratteristica peculiare di Gienah Cygni è l'elevato moto proprio, circa il doppio del normale.

## Compagne
A 55 secondi d'arco da Gienah Cygni si trova una stella di nona magnitudine: tuttavia la loro vicinanza sembra essere solo visiva e le due componenti non paiono legate grativazionalmente. A 78 secondi d'arco si trova un'altra debole stella di dodicesima magnitudine e di classe spettrale M3V che si muove parallelamente a Gienah Cygni. Ciò fa pensare che le due componenti siano legate gravitazionalmente fra loro, sebbene nessun moto orbitale sia stato osservato. Ciò sarebbe dovuto alla notevole distanza fra le due componenti (1.700 UA, equivalenti a circa 40 volte la distanza fra il Sole e Plutone) che implica un moto orbitale molto lento: ci vogliono almeno 50.000 anni perché la compagna di Gienah Cygni compia un'orbita attorno alla principale.

Ci sono inoltre indicazioni secondo cui ε Cygni potrebbe essere anche una binaria spettroscopica, cioè avere un'altra compagna che per la sua vicinanza non è distinguibile dalla principale mediante i telescopi. Tuttavia tali indicazioni non sono ancora conclusive e in ogni caso non sono arrivate ancora a stabilire la natura della compagna ravvicinata di Gienah Cygni che potrebbe essere o un pianeta gigante gassoso o una nana bruna o una stella di sequenza principale di classe M o K o G. Pare comunque che la compagna stretta di Gienah Cygni completi un'orbita molto eccentrica (e>0,9) ogni 55 anni